# Závod (Slowakije)
Závod (Hongaars:Pozsonyzávod) is een Slowaakse gemeente in de regio Bratislava, en maakt deel uit van het district Malacky.
Závod telt 2664 inwoners.